# Nkung'ungu
Nkung'ungu ist ein Verwaltungsbezirk (Ward) des Distrikts Chunya in der tansanischen Region Mbeya.

## Geografie
Nkung'ungu liegt im Westen von Tansania rund 50 Kilometer nordöstlich vom Rukwasee. Der Bezirk hat eine Fläche von 803,3 Quadratkilometern und bei der Volkszählung 2022 lebten hier 10.949 Menschen in 2522 Haushalten.

## Gliederung
Der Bezirk besteht aus drei Gemeinden (Mtaa) mit neun Orten (Kitongoji):
| Majengo - Majengo - Mtakuja - Itagata | Nkung’ungu - Nkung’ungu - Lukalya - Osterbay | Magunga - Kinyampuma - Ukombozi - Kisense |

## Infrastruktur
- Gesundheit: Im Distrikt befinden sich zwei Apotheken, eine in der Gemeinde Majengo[6] und eine in Nkung'ungu.[7]